# Quazepam
Quazepam ist eine chemische Verbindung aus der Gruppe der Benzodiazepine, der strukturell mit Flurazepam und Temazepam verwandt ist.

## Gewinnung und Darstellung
Quazepam kann durch den Herstellungsprozess von Diazepam (Friedel-Crafts-Alkylierung) gewonnen werden, wobei die Alkylierung mit Trifluorethylbromid BrCH2CF3 oder Trifluorethyltrichlormethansulfonat durchgeführt wird und 
eine anschließende Behandlung mit Phosphorpentasulfid zur Bildung des Thioamids eingesetzt wird.

## Eigenschaften
Quazepam ist ein Trifluorethylbenzodiazepin-Hypnotikum mit einer Halbwertszeit von 27 bis 41 Stunden.

## Verwendung
Quazepam wird als Sedativum und Hypnotikum eingesetzt. Es wurde erstmals 1985 in den USA zugelassen und wird als Hypnotikum zur Behandlung von Schlaflosigkeit eingesetzt. In Deutschland ist Quazepam nicht auf dem Markt erhältlich. Viele Arzneistoffe und Grapefruitsaft können die Wirkung von Quazepam verstärken.

## Handelsnamen
- Doral

## Regulierung
Über den Safe Drinking Water and Toxic Enforcement Act of 1986 besteht in Kalifornien seit dem 26. August 1997  eine Kennzeichnungspflicht für Produkte, die Quazepam enthalten.

## Externe Links zu erwähnten Verbindungen
1. ↑  Externe Identifikatoren von bzw. Datenbank-Links zu Trifluorethylbromid:  CAS-Nr.: 421-06-7, EG-Nr.: 207-001-7, ECHA-InfoCard: 100.006.366, PubChem: 67898, ChemSpider: 61215, Wikidata: Q27270694.
2. ↑  Externe Identifikatoren von bzw. Datenbank-Links zu Trifluorethyltrichlormethansulfonat:  CAS-Nr.: 23199-56-6, EG-Nr.: 245-484-6, ECHA-InfoCard: 100.041.334, PubChem: 90027, ChemSpider: 81272, Wikidata: Q83048120.